# NGC 4175
NGC 4175 é uma galáxia espiral (Sbc) localizada na direcção da constelação de Coma Berenices. Possui uma declinação de +29° 10' 07" e uma ascensão recta de 12 horas, 12 minutos e 31,0 segundos.
A galáxia NGC 4175 foi descoberta em 11 de Abril de 1785 por William Herschel.